# Pigmalionismo
El pigmalionismo es  una parafilia, que consiste en la atracción sexual hacia las estatuas. Según el manual diagnóstico y estadístico de los trastornos mentales es considerado como un trastorno de la psicomotricidad que se manifiesta con relación a los demás. 
La palabra pigmalionismo proviene del mito de Pigmalión, donde este se enamora de una escultura creada por él mismo. En la literatura se pueden encontrar otros ejemplos de  deseo sexual que surge de la contemplación de estatuas.  El pigmalionismo puede ser considerado parte de la agalmatofilia, parafilia que incluye hacia una estatua, muñeco, maniquí u otro objeto figurativo similar.